# Derek Prag
Derek Prag (ur. 6 sierpnia 1923 w Merthyr Tydfil, zm. 20 stycznia 2010) – brytyjski polityk i urzędnik europejski, poseł do Parlamentu Europejskiego I, II i III kadencji.

## Życiorys
Kształcił się w Bolton School, następnie studiował rusycystykę. Został absolwentem Emmanuel College w ramach University of Cambridge. W latach 1942–1947 był żołnierzem British Army, służył m.in. w Egipcie, Włoszech i Austrii. Później pracował jako dziennikarz ekonomiczny w agencji prasowej Reuters w Londynie, Brukseli i Madrycie. Od 1955 zatrudniony w strukturach europejskich, początkowo w służbach prasowych Europejskiej Wspólnoty Węgla i Stali. Od 1959 był dyrektorem działu prasowego EWG, a w latach 1965–1973 dyrektorem centrum informacyjnego Komisji Europejskiej w Londynie.
W latach 1979–1994 przed trzy kadencje z ramienia Partii Konserwatywnej sprawował mandat eurodeputowanego, pełnił m.in. funkcję przewodniczącego Komisji ds. Instytucjonalnych.
Odznaczony Orderem Leopolda II III klasy (1996).